# José Salvatierra
José Salvatierra (ur. 10 października 1989) – kostarykański piłkarz występujący na pozycji obrońcy. Zawodnik klubu LD Alajuelense.

## Kariera klubowa
Salvatierra zawodową karierę rozpoczął w 2009 roku w zespole LD Alajuelense. W 2010 roku zdobył z nim mistrzostwo fazy Invierno, a w 2011 roku fazy Verano.

## Kariera reprezentacyjna
W reprezentacji Kostaryki Salvatierra zadebiutował 29 maja 2011 roku w wygranym 1:0 towarzyskim meczu z Nigerią. W tym samym roku został powołany do kadry na Złoty Puchar CONCACAF. Zagrał na nim w meczach z Kubą (5:0), Salwadorem (1:1), Meksykiem (1:4) i Hondurasem (1:1, 2:4 w rzutach karnych). Z tamtego turnieju Kostaryka odpadła w ćwierćfinale.
W 2011 roku Salvatierra wziął również udział w Copa América. Na tamtym turnieju, zakończonym przez Kostarykę na fazie grupowej, wystąpił w spotkaniach z Kolumbią (0:1), Boliwią (2:0) i Argentyną (0:3).